# إبراهيم الحوراني
إبراهيم بن عيسى بن يحيى الحَوْرَاني (1260 - 1335 هـ / 1844 - 1916 م) كاتب وشاعر ومترجم سوري. اشتهر بمؤلفاته في نقد التطور والرد على الداروينية من منظور ديني مسيحي. 

ولد في حلب وبها نشأ. نسبه الكامل هو إبراهيم بن عيسى بن يحيى بن يعقوب بن سليمان بن فرح الغساني. كلف بإدارة المكتبة السورية الانجيلية ببيروت سنة 1870 ليدرِّس فيها البلاغة والرياضيات والمنطق. ارتبط بالمرسلين الأميركيين وبالكنيسة الانجيلية وعندما أصدر شبلي الشميل سنة 1884 ترجمة كتاب شرح بخنر علی مذهب داروين، تصدى الحوراني للرد عليه ووضع في السنة نفسها كتاباً دعاه مناهج الحكماء في النشوء والارتقاء. ولما عاد شبلي الشميل وأصدر كتاب الحقيقة (1885)، ردّ الحوراني مرة ثانية بكتاب دعاه الحق اليقين في الرد على بطل داروين (1886). وكانت مناظرته ضد الشميل بالإجمال أقرب إلى المهاترة كما يقول جورج طرابيشي. وقد هجاه فيما بعد شعراً. وللحوراني أيضاً الضوء المشرق في علم المنطق (1914) وهو كتاب تعليمي وشمس البرهان في علم الميزان. توفي الحوراني في بيروت.

يعتبره محمد كرد علي «من أعظم دعائم النهضة الشامية، أو العربية، ما كان فيه جمود العلماء ولا تبذُّل الأدباء، عاش يعلم الناس منذ كتب له أن يتعلم...» و قال جورج طرابيشي عن الحق اليقين بأن الحوراني «أظهر فيه غيرته على الدين وتعاليمه، وانتصر لنص الكتاب المقدس، واتهم العقل الإنساني بالتقصير، ورأى في حقائق العلم وآياته شهادة على قدرة الله وحكمته».

## من آثاره
- «جلاء الدياجي في المُعمَّيات والألغاز والأحاجي»[8]
- «مناهج الحكماء في مذهب النشوء والارتقاء»
- «ضوء المشرق في علم المنطق»
- «الحق اليقين في الرد على مذهب دروين»
- «الآيات البينات في غرائب الأرض والسموات»
- «شمس البرهان في علم الميزان»

وله أيضًا ديوان شعر. كما ترجم عن الإنكليزية روايات عدة.

## وصلات خارجية
- إبراهيم الحوراني على موقع أرشيف الشارخ